# David VI da Geórgia
David VI Narim (em georgiano:  დავით VI ნარინი), dito o Astuto, foi um rei dos reis da Geórgia da dinastia Bagrationi entre 1245 e 1293. A partir daí, governou também o Reino da Imerícia (Imereti) com o nome de David I da Imerícia como um estado vassalo da Geórgia.

## Vida
Filho da rainha Rusudana com seu marido Guiaçadim, David foi coroado em Cutáissi como co-soberano da mãe em 1230. Temendo que seu sobrinho, David VII Ulu, fosse reivindicar o trono depois de sua morte, Rusudana o manteve prisioneiro na corte de seu genro, o sultão seljúcida de Rum Gaiasadino II e enviou o seu David para a corte do Império Mongol para ser reconhecido herdeiro aparente. A rainha morreu em 1245, ainda esperando o retorno do filho. Depois de dois anos, os nobres georgianos, acreditando que David havia desaparecido, proclamaram o primo, que havia sido libertado quando Gaiasadino morreu, rei da Geórgia. Em 1248, David, filho de Rusudana, foi reconhecido por Guiuque Cã como co-rei júnior do primo e os dois reinaram a partir daí como "David VI Narim" ("o júnior") e David VII Ulu ("o sênior") até 1259, quando o primeiro se revoltou contra o jugo mongol e teve que fugir para Cutáissi, de onde reino da Geórgia Ocidental (Imerícia). Em 1261, Narim abrigou Ulu, que também tentou acabar com o domínio mongol, mas ele logo se reconciliou com os antigos mestres e retornou para Tbilisi, a capital da Geórgia oriental, no ano seguinte. Por conta disto, a Geórgia foi dividida em duas partes, com ambos os monarcas reivindicando o título de rei. Porém, Narim se rendeu a Hulagu Cã e tornou-se um vassalo dos ilcânidas em 1262.
David estabelece relações amigáveis com a Horda Dourada e com o Egito, conseguindo repelir os ataques ilcânidas. Em 1269, abrigou Teguder de Turã, irmão de Baraque de Turã, que havia se rebelado contra o cã Abaca Khan. Quando a força de Teguder começou a aterrorizar a população georgiana, David se aliou com Sirmão, o general de Abaca em perseguição. Apesar disso, Abaca tentou depor David com a ajuda do senhor renegado de Racha, Kakhaber Kakhaberisdze, e enviou duas expedições contra Imerícia na década de 1270. Ainda assim, David VI conseguiu manter sua independência e tentou restaurar a influência georgiana sobre o Império de Trebizonda. Com este objetivo, marchou em direção a Trebizonda durante uma ausência do imperador João II em abril de 1282. Apesar de não ter conseguido tomar a cidade, os georgianos ocuparam várias províncias e ajudaram a meia irmã de João, Teodora, filha de Manuel I de Trebizonda e sua esposa georgiana, Rusudana da Geórgia, a tomar o trono em 1285, apenas para serem expulsos logo depois.
Morreu em Cutáissi em 1293 e foi sucedido por seu filho mais velho Constantino I.

## Casamento e filhos
David casou-se com Tamara, filha do nobre georgiano Amanelisdze, com quem teve:
- Constantino I
- Miguel I
- Vactangue II da Geórgia

Em 1254, casou-se com Teodora, uma filha do imperador bizantino Miguel VIII Paleólogo, com quem teve:
- Alexandre